# Marianne Mikko

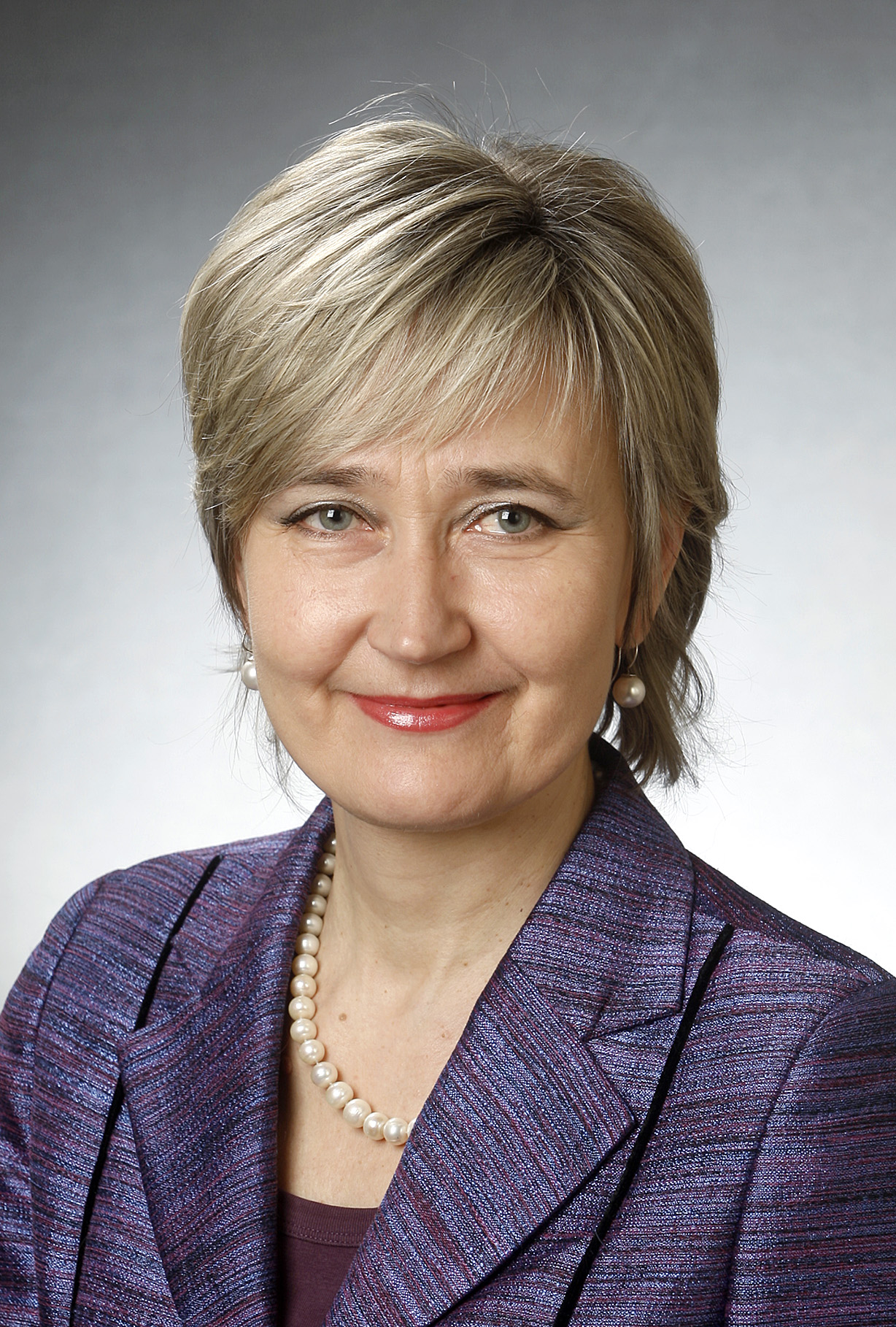
Marianne Mikko (2011)

Marianne Mikko (n. 26 septembrie 1961) este un om politic eston, membru al Parlamentului European în perioada 2004-2009 din partea Estoniei.
1. ↑  Marianne MIKKO, pace.coe.int
2. ↑  pace.coe.int
3. ↑   https://www.riigikogu.ee/tutvustus-ja-ajalugu/riigikogu-ajalugu/xii-riigikogu-koosseis/juhatus-ja-liikmed/ Lipsește sau este vid: |title= (ajutor)
4. ↑  Deputații în Parlamentul European